# Zendesk
Zendesk, Inc. é uma empresa de desenvolvimento de software Dinamarquesa com sede em São Francisco, California. A empresa oferece uma plataforma para o serviço de atendimento ao cliente hospedada na nuvem, também chamada de Zendesk. A plataforma inclui recursos de ticket para Help Desk, acompanhamento de problemas e serviço de atendimento ao cliente. Fundada em 2007, hoje a empresa emprega cerca de 2000 pessoas e possui escritórios em 8 países, incluindo um em São Paulo, Brasil.
Atualmente está entre as melhores empresas para se trabalhar nos Estados Unidos.

## História
A Zendesk foi fundada em 2007 por Mikkel Svane, Alexander Aghassipour e Morten Primdahl, todos de Copenhague, Dinamarca. A Zendesk recebeu US$ 500 mil em financiamentos em junho de 2008. Em 2009, após US$ 6 milhões em financiamentos série B, a empresa mudou-se para San Francisco para estabelecer a sua sede. A Zendesk levantou US$ 60 milhões em venture capital em 2012, elevando o investimento total para US$ 86 milhões.
Em junho de 2022, a empresa foi vendida para um fundo de investimento pelo valor de US$ 10,2 bi.

## Produtos

### Zendesk
O software da Zendesk é escrito em Ruby on Rails, e é notável por sua capacidade de integração com dezenas de sistemas de gerenciamento de conteúdo, ferramentas para o serviço de atendimento ao cliente e aplicativos da web. A plataforma é otimizada para uso em dispositivos móveis e para o aplicativo do Zendesk para iPad, lançado em março de 2013, o que põe um foco particular no desenvolvimento nativo para plataformas iOS. Em dezembro de 2013, a Zendesk anunciou integrações com o SurveyMonkey e o MailChimp para apoiar o envio de pesquisas e campanhas de email de dentro do Zendesk.

### Autoatendimento
Em agosto de 2013, a Zendesk lançou o Centro de Ajuda, u
m complemento para a sua plataforma de atendimento ao cliente que permite aos clientes acessar as opções de autoatendimento, incluindo uma base de conhecimento e fóruns da comunidade, pesquisáveis pela central de atendimento ao cliente. A Central de Ajuda é escrita em Ruby on Rails e JavaScript, e suas características notáveis incluem temas personalizados, e uma base de conhecimento que se torna mais refinada quando o conteúdo é adicionado.

## Escritórios
A Zendesk inaugurou seu primeiro escritório em São Paulo em agosto de 2013. Outros escritórios da Zendesk estão localizados em:
- San Francisco, California (Sede)
- Madison, Wisconsin
- Copenhague, Dinamarca
- Londres, Reino Unido
- Melbourne, Austrália
- Dublin, Irlanda
- Singapura, Singapura

## Prêmios
- 2013 Crunchies Sexiest Enterprise Startup[14]
- 2011 CODiE Awards Best Relationship Management Solution[15]